# Pinto de Aguiar
Manoel Pinto de Aguiar (Alagoinhas, 7 de março de 1910 —, Rio de Janeiro 24 de novembro de 1991) foi um professor, advogado, economista e escritor brasileiro, imortal da Academia de Letras da Bahia, Cadeira 40.   

## Biografia
Pinto de Aguiar nasceu em Alagoinhas a 07 de março de 1910. 
Em 1928, formou-se em ciências jurídicas e sociais pela Universidade Federal da Bahia.
Em 1933, com apenas 23 anos de idade foi nomeado diretor da Caixa Econômica Federal na Bahia e cerca de vinte agências no interior do Estado. 
Foi professor na Faculdade de Ciências Econômicas, de sua universidade.
Foi eleito deputado estadual à Assembleia Constituinte da Bahia em 1935, mas renunciou ao mandato tão logo encerrado o período constituinte.
Foi diretor da Petrobras e da Eletrobras entre 1963 e 1974.
Foi diretor econômico financeiro da Itaipu Binacional até maio de 1975.
Imortal da Academia de Letras da Bahia, Cadeira 40, desde 21 de março de 1962. 
Além de editor (Editora Progresso) e livreiro, de sua bibliografia constam vários livros, dentre eles: 
- Abastecimento: crises, motins e intervenção
- abertura dos portos Cairu e os ingleses
- América Latina: O imperativo da integração econômica
- As caixas econômicas e o problema das habitações proletárias : tese
- Aspectos da economia colonial.
- Bailes pastoris na Bahia
- Bancos no Brasil colonial, tentativas de organização bancária em Portugal e no Brasil até 1808. -
- Brasil, integração e desenvolvimento econômico. -
- Carta a Renato Almeida solicitando informações acerca da edição de Rabelair e o Riso da Renascença, de Ronald de Carvalho.[1][3][5]

A Avenida Professor Pinto de Aguiar, uma das principais artérias de Salvador, foi assim batizada em sua homenagem.
Faleceu na cidade do Rio de Janeiro em 24 de novembro de 1991.